# 詹福瑞
詹福瑞（1953年11月—），男，热河省青龙县（今属河北省秦皇岛市）人，中国文学批评家、文献学家，曾任中国国家图书馆馆长、党委书记，中国国家古籍保护中心主任，教授、博士生导师。长期从事中国文学批评史、中国古代文学研究。

## 生平
1978年10月，毕业于河北大学中文系，获得学士学位，留校任教。1989年，加入中国共产党。曾在河北大学古籍整理研究所攻读硕士和博士学位，1991年5月毕业，获文学博士学位。1978年9月至1986年9月，河北大学中文系任教。1991年7月至1993年4月，河北大学古籍所任讲师、副教授。1993年5月至1996年4月，河北大学中文系教授、副主任、主任。1996年4月至1999年8月，河北大学副校长、中国古代文学专业博士生导师。1998年8月至2003年9月，河北大学党委书记。
2003年9月至2005年1月，中国国家图书馆党委书记、副馆长（主持日常工作）。2005年1月至2009年12月，中国国家图书馆党委书记、中国国家图书馆馆长、中国国家古籍保护中心主任。2009年12月至2014年1月，中国国家图书馆党委书记、常务副馆长（正局级）。

## 社会兼职
- 第十一、十二届全国人民代表大会河北地区代表
- 中国图书馆学会理事长
- 国务院学位委员会中文学科评审组成员
- 国家哲学社会科学基金规划与评审委员
- 教育部中文学科教学指导委员会委员
- 中国古代文学理论学会副会长
- 中国李白研究会副会长
- 中国屈原学会常务理事
- 中国文心雕龙研究会副会长
- 河北省学位委员会委员
- 河北省哲学社会科学基金文史组副组长
- 河北省文学会副会长

## 著作目录
- 《岁月深处》（北京 : 人民文学出版社, 2011）
- 《文质彬彬 : 序跋与短论集》（紫禁城出版社, 2009）
- 《大学语文》（河北教育出版社, 2008）
- 《不求甚解 : 读民国古代文学研究十八篇》（北京 : 中华书局, 2008）
- 《中古文学理论范畴》（北京 : 中华书局, 2005）
- 《南朝诗歌思潮》（保定 : 河北大学出版社, 2005）
- 《士族的挽歌 : 南北朝文人的悲欢离合》（与李金善合著；保定 : 河北大学出版社, 2002）
- 《汉魏六朝文学论集》（保定 : 河北大学出版社, 2001）
- 《中古文学理论范畴》（保定 : 河北大学出版社, 1997）
- 《走向世俗 : 南朝诗歌思潮》（天津 : 百花文艺出版社, 1995）